# تپه چیا منصور
تپه چیا منصور در شهرستان سرپل ذهاب، بخش مرکزی، دهستان قلعه شاهین، ۱/۴ کیلومتری غرب روستای امامیه سفلی واقع شده و این اثر در تاریخ ۲۷ اسفند ۱۳۸۷ با شمارهٔ ثبت ۲۶۴۴۴ به‌عنوان یکی از آثار ملی ایران به ثبت رسیده است.